# 887 أليندا
أليندا هو الكويكب رقم 887 وهو أحد مجموعة أليندا تم اكتشافه من قبل عالم الفلك ماكس ولف من مرصد هايدلبرغ وكان ذلك في 3 يناير من عام 1918 في ألمانيا. 